# کنیاگینیو، اوبلاست نیژنی نووگورود
شهر کنیاگینیو، اوبلاست نیژنی نووگورود (به روسی: Княгинино) در کشور روسیه و در اوبلاست نیژنی نووگورود واقع شده‌است.

## نگارخانه

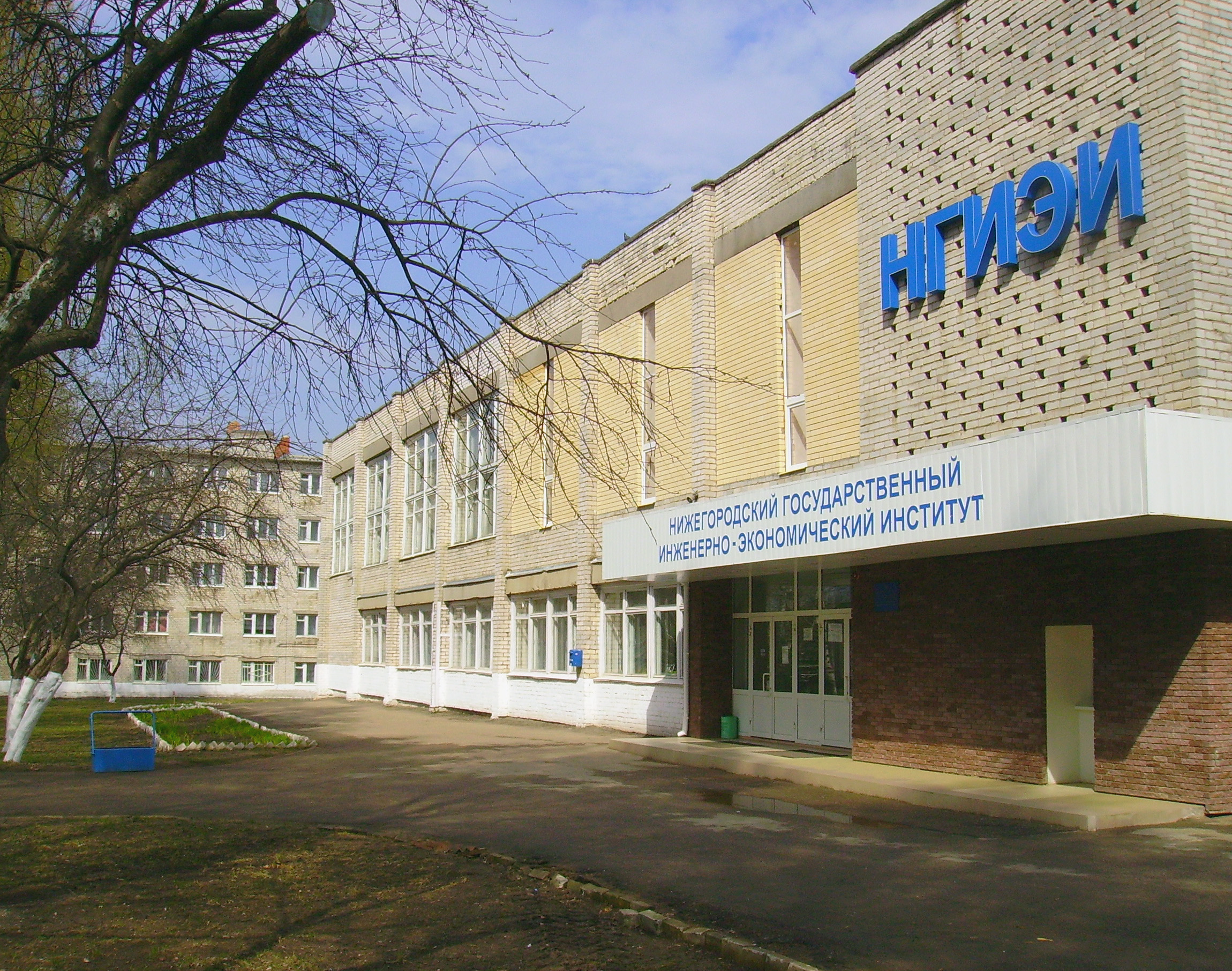
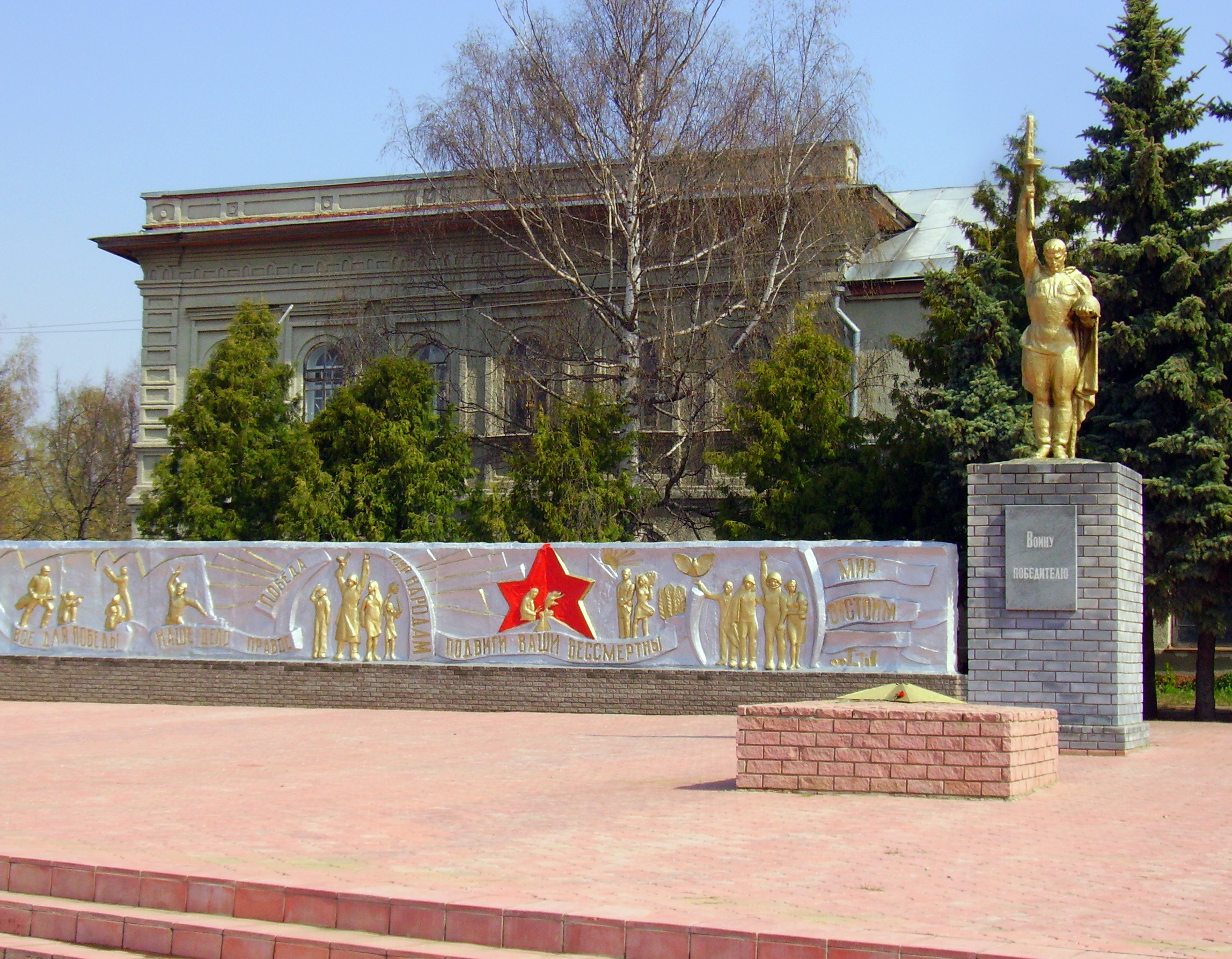
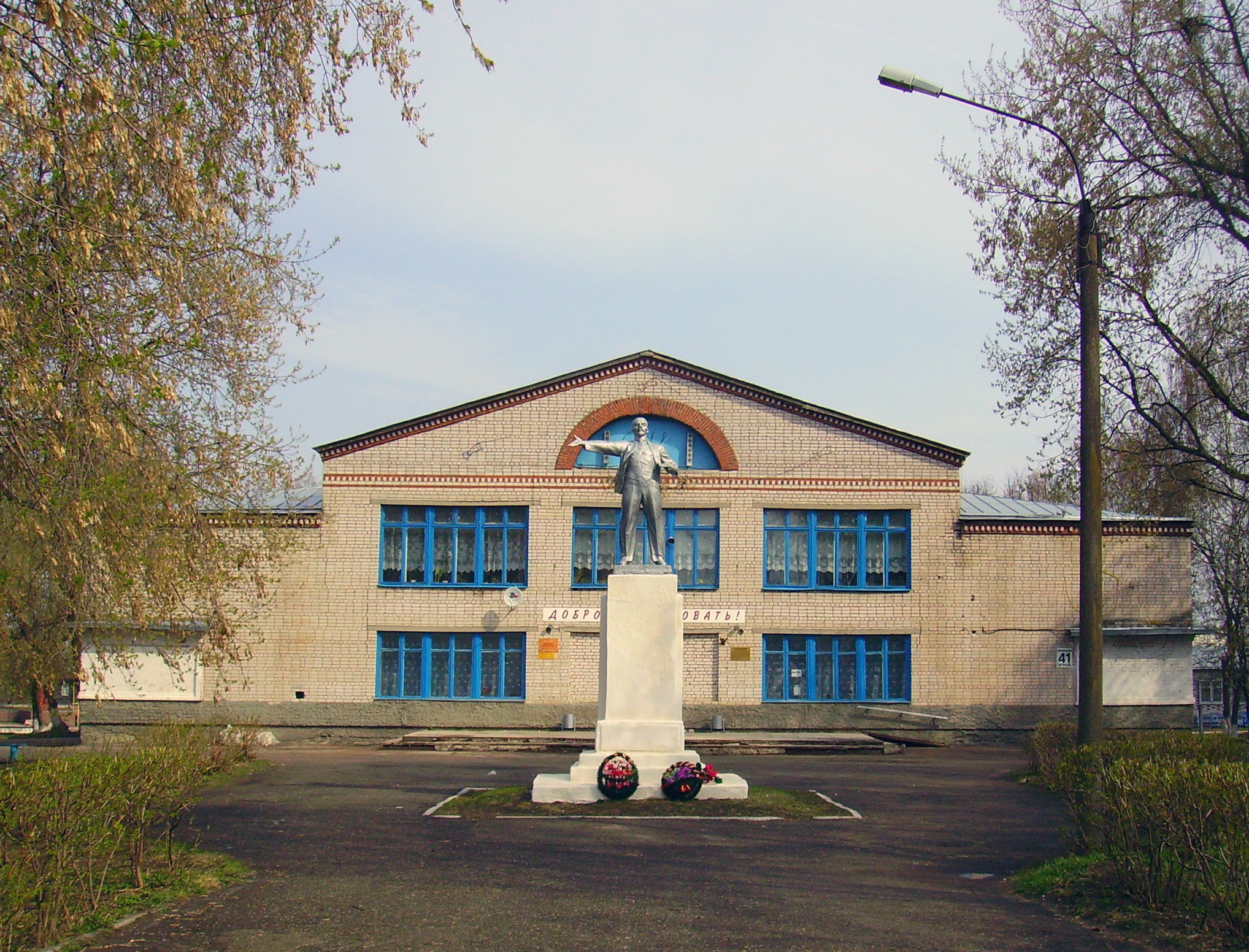
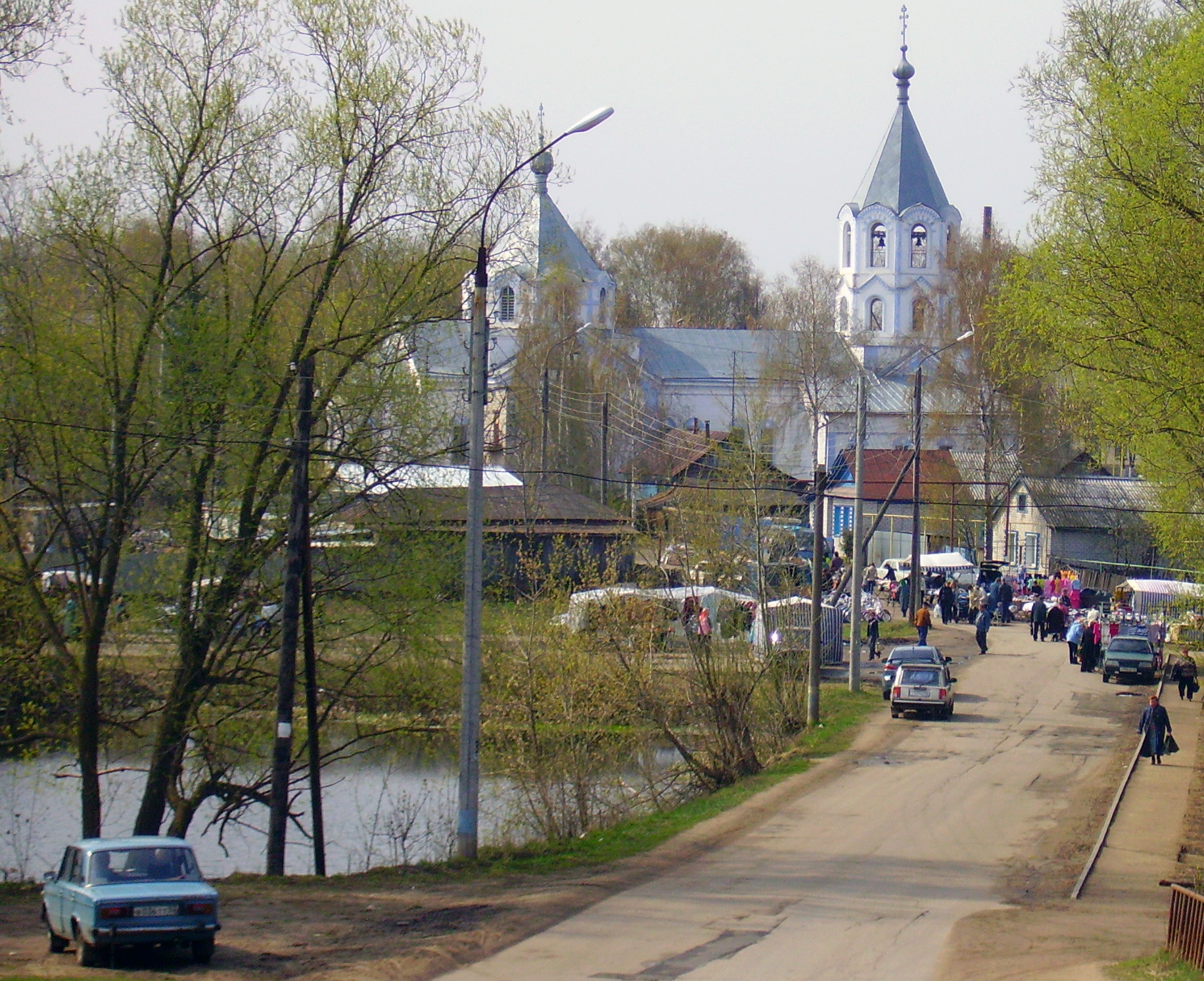
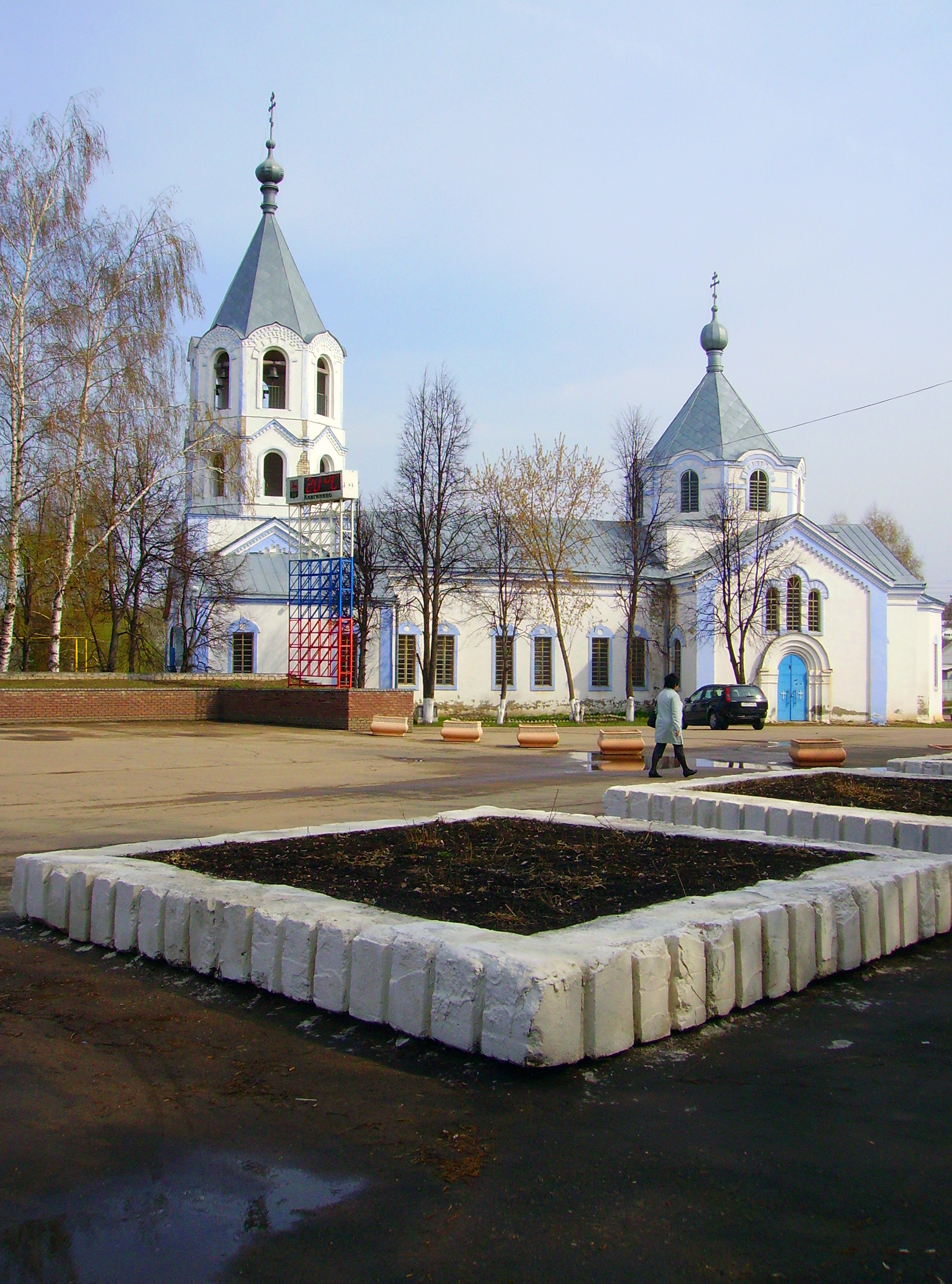
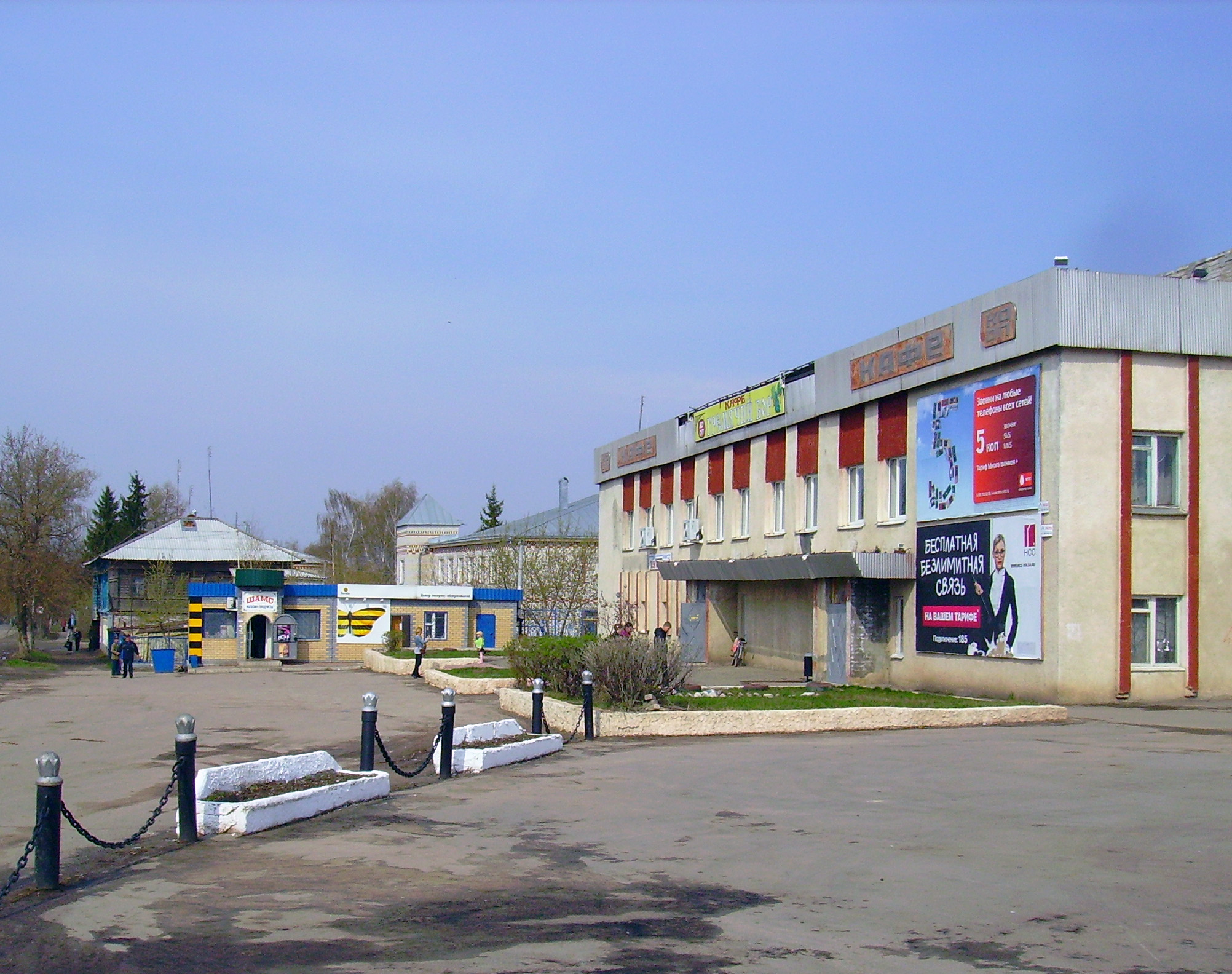
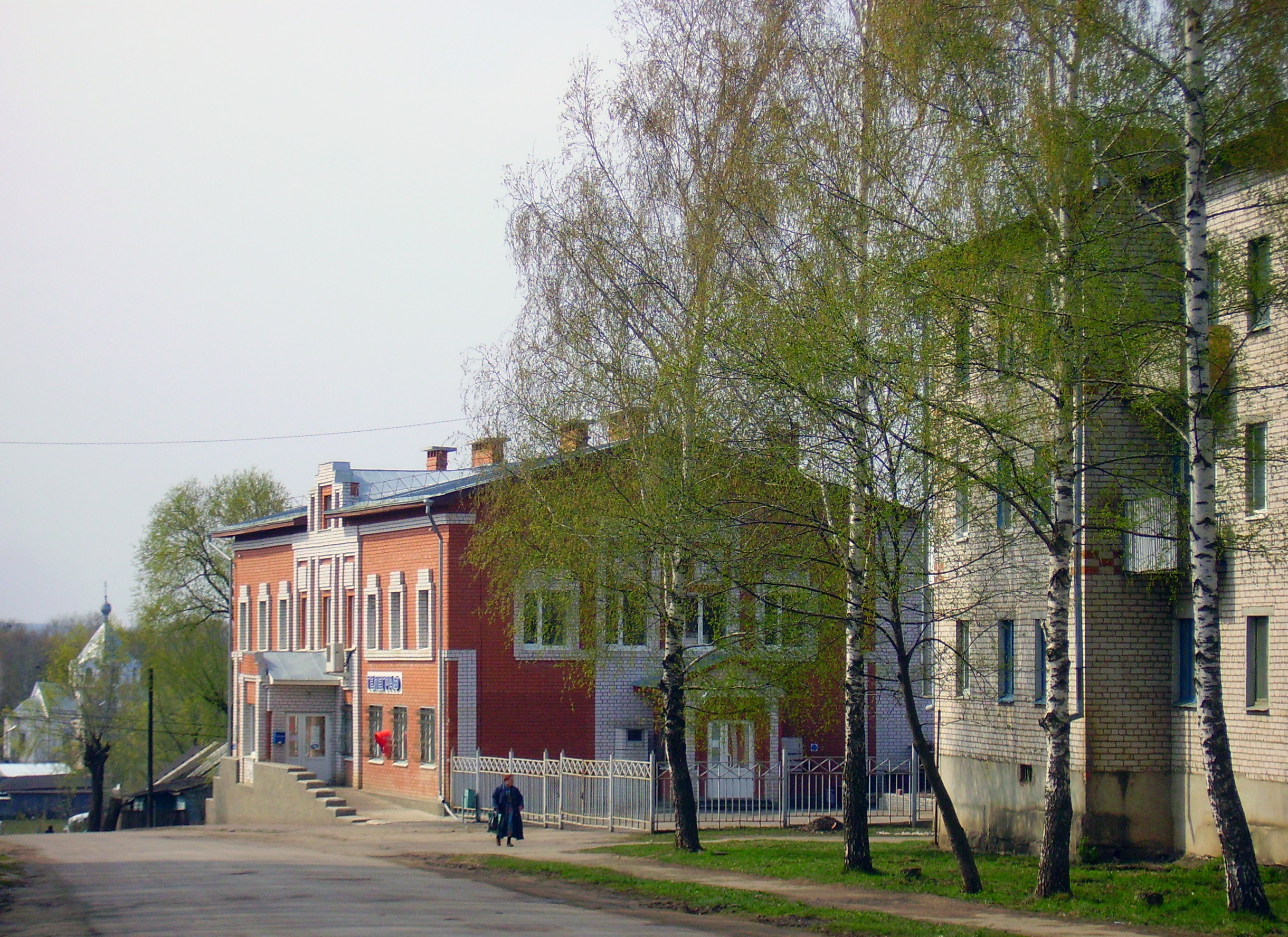